# Тайлер, Варро Юджин
Ва́рро Ю́джин Та́йлер (англ. Varro Eugene Tyler; 19 декабря 1926, Оберн, Небраска — 22 августа 2001, Уэст-Лафейетт) — профессор фармакогнозии и филателист, который специализировался на изучении поддельных почтовых марок и биографиях создававших их фальсификаторов.

## Академическая карьера
Варро Тайлер окончил Университет Небраски по специальности «фармацевтика» в 1949 году, работал в Йельском университете в качестве исследователя-стипендиата компании Eli Lilly and Company и получил степени магистра и доктора философии в Коннектикутском университете в 1951 и 1953 годах.
В. Тайлер был назначен партнёром-профессором и заведующим кафедрой фармакогнозии в Университете Небраски и занимал аналогичные должности в Вашингтонском университете. В 1966 году Тайлер принял назначение на должность декана факультета фармации и фармацевтических наук Университета Пердью и был тесно связан с этим университетом остальную часть своей карьеры.
Его научные интересы касались лекарственных и токсичных компонентов высших грибов, фитохимического анализа, биосинтеза алкалоидов, выращивания лекарственных растений и фитотерапии.

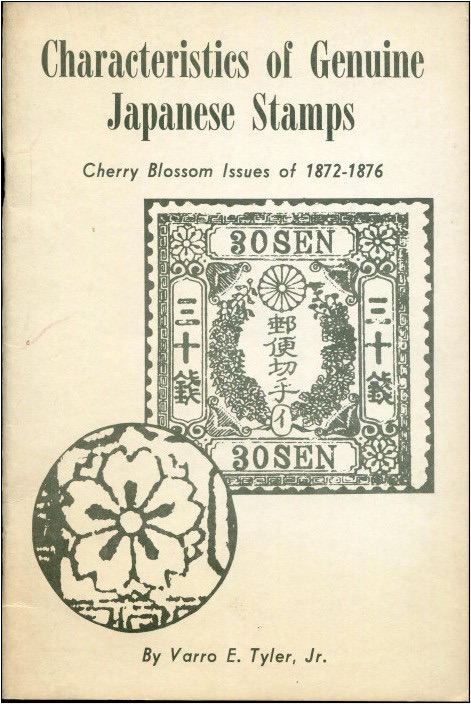

По его мнению, «истинное травничество охватывает проведение научных испытаний, честное сообщение о полученных результатах и безопасное использование эффективных лечебных трав информированными специалистами-практиками и общественностью». Он был против того, что он называл «paraherbalism», или «травничеством, основанным на лженауке».

## Вклад в филателию
Варро Юджин Тайлер изначально специализировался на почтовых марках Японии и изучал подделки классических японских марок[≡].
Варро Тайлер был председателем Комитета по фальшивым и поддельным маркам Американского филателистического общества с момента его создания в 1992 году и до 1998 года. Тайлер также проводил занятия в Американском филателистическом обществе по теме «Обнаружение фальшивых и поддельных марок».

## Почётные награды и премии
Деятельность Варро Тайлера в области филателии получила заслуженное признание филателистического сообщества:
- Он получил награду «За особые заслуги» («Meritorious Service Award») от Общества собирателей почтовых марок Кореи (Korea Stamp Society).
- В 1998 году от имени Американского филателистического общества Тайлер был награждён призом Лаффа[англ.] за выдающиеся филателистические исследования.
- В 2003 году Тайлер удостоился чести быть включённым в Зал славы Американского филателистического общества.

## Избранные труды
Благодаря интересу к изучению фальшивых марок В. Ю. Тайлер стал экспертом по данному вопросу и написал обширную литературу по этой теме, в том числе:
- «Philatelic Forgers: Their Lives and Works» («Филателистические фальсификаторы: их жизнь и дела»), изданная в 1976 году и переизданная в новой дополненной редакции в 1991 году[9][≡];
- «Focus on Forgeries: A Guide to Forgeries of Common Stamps» («В фокусе — подделки: руководство по подделкам обычных почтовых марок»), изданная в 2000 году и представляющая собой подборку его статей, опубликованных в его рубрике «Focus on Forgeries» в периодическом издании Linn’s Stamp News[≡].

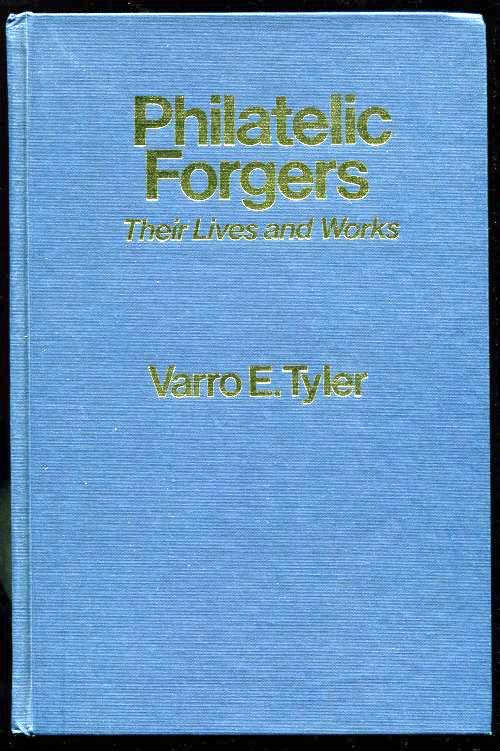
Обложка книги
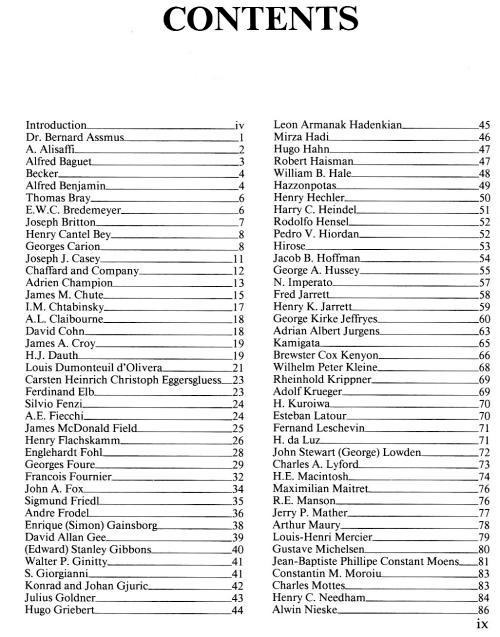
Первая страница оглавления
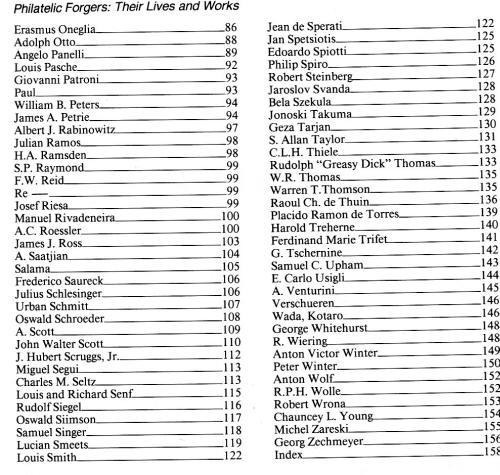
Вторая страница оглавления

В. Тайлер является соавтором ряда монографий о фальшивых японских почтовых марках:
- «Forgeries and Imitations of the Dragon Stamps of Japan» («Подделки и имитации почтовых марок Японии типа „Дракон“[яп.]»); вышла в 1971 году.
- «The Wada Cherry Blossom Forgeries» («„Выпуски сакуры“ — подделки Вады»); опубликована в 1974 году[10].
- «The Koban Forgeries of Japan» («Подделки марок Японии типа „Кобан“»); увидела свет в 1979 году[11].